# Sommer-Paralympics 2012/Teilnehmer (Vanuatu)
| stlisierte Goldmedaille | stlisierte Silbermedaille | stlisierte Bronzemedaille |
| ----------------------- | ------------------------- | ------------------------- |
| —                       | —                         | —                         |

Vanuatu entsendete einen Sportler zu den Paralympischen Sommerspielen 2012 in London.

## Teilnehmer nach Sportart

### Leichtathletik

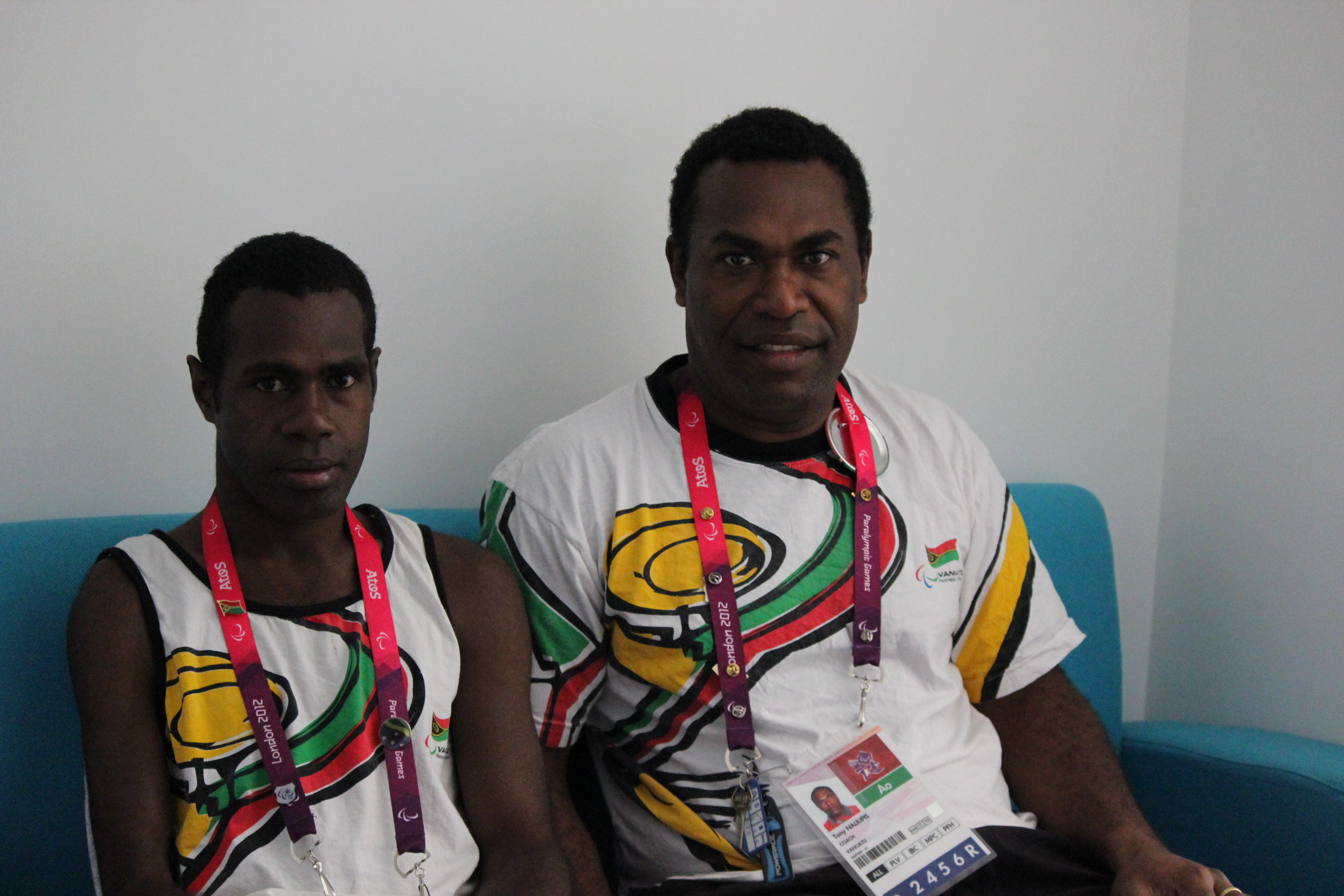
Marcel Houssimoli (links) neben seinem Coach am 7. September 2012

| Athleten          | Wettbewerb         | Vorlauf / Vorkampf | Vorlauf / Vorkampf | Halbfinale   | Halbfinale | Finale       | Finale | Rang |
| Athleten          | Wettbewerb         | Zeit / Weite       | Rang               | Zeit / Weite | Rang       | Zeit / Weite | Rang   | Rang |
| ----------------- | ------------------ | ------------------ | ------------------ | ------------ | ---------- | ------------ | ------ | ---- |
| Männer            |                    |                    |                    |              |            |              |        |      |
| Marcel Houssimoli | 100 m Männer – T33 | 14,55 s            | 17                 | -            | -          |              |        |      |
| Marcel Houssimoli | 200 m Männer – T33 | 30,12 s            | 6                  | -            | -          |              |        |      |
| Marcel Houssimoli | 400 m Männer – T33 | 1:09,03 min        | 5                  | -            | -          | 1:07,61      | 7      | 7    |